# Lista orașelor din Costa Rica
Aceasta pagină este o listă a orașelor din Costa Rica.
- Alajuela
- Cartago
- Curridabat
- Escazú
- Golfito
- Heredia
- Jacó
- Liberia
- Limón
- Nicoya
- Puntarenas
- San José
- San Ramón, Alajuela
- Tibás